# Escuela de Cerámica de Manises

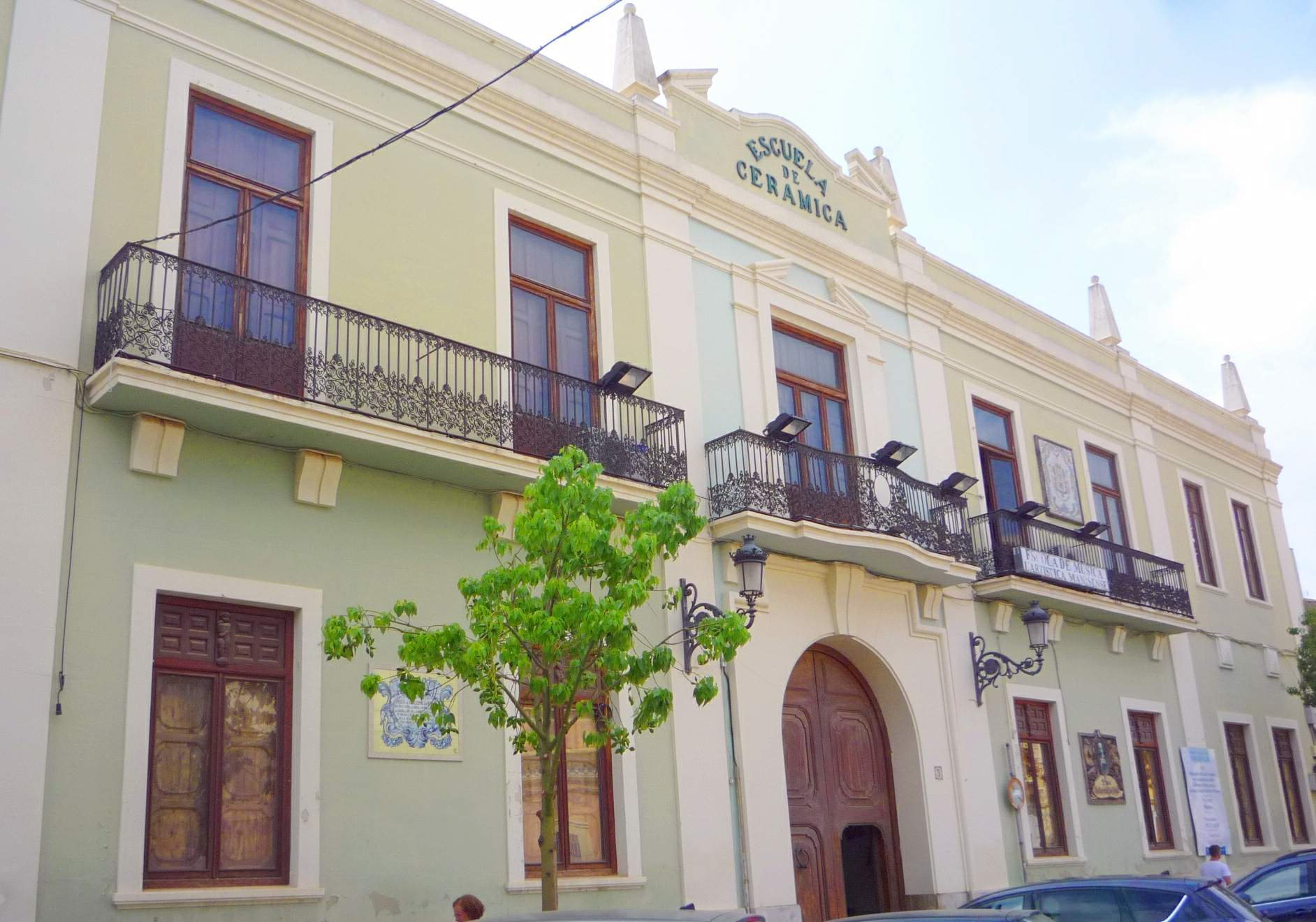
Exterior del antiguo edificio de la Escuela de Cerámica de Manises

La Escuela de Cerámica de Manises es un centro de enseñanza situado en la ciudad española de Manises (Valencia). Durante décadas fue una de las únicas dos escuelas de cerámica existentes en España, y desde su fundación ha contribuido a la formación relacionada con el sector industrial cerámico.

## Historia
Los inicios de la Escuela se sitúan en 1914, cuando el ingeniero Vicente Vilar David y Antonio Pérez Prieto consiguieron poner en funcionamiento la Escuela Elemental de Cerámica, contando para ello con el apoyo de un grupo de empresarios así como del Ayuntamiento de Manises.
Por Real Decreto de 13 de octubre de 1916 fue reconocida por el Estado como centro de enseñanza oficial de carácter estatal, adoptando el nombre de Escuela Práctica de Cerámica, y por Real Orden de 16 de noviembre del mismo año (Gaceta del 4 de diciembre), se establecía su Régimen Interior, el modo en que debía ser regida, enseñanzas a impartir (siempre con carácter práctico) o número y retribución de profesores y maestros de taller. Entre su profesorado inicial, además de Vicente Vilar David y Antonio Pérez Prieto, se encontraban los profesores Gregorio Muñoz Dueñas, Luis Soria y Roca, Manuel González Martí (fundador del Museo Nacional de Cerámica y Artes Suntuarias González Martí), Antonio Sánchez-Ocaña Beltrán y Abelardo Toledo y Carchano.
En la actualidad l'Escola d'Art i Superior de Ceràmica de Manises (EASCM) es un centro público dependiente de la Generalidad Valenciana, adscrito al Institut Superior de Ensenyances Artístiques de la Comunitat Valenciana (ISEACV).